# Vladimir Lefebvre
Vladimir A. Lefebvre (ryska: Владимир Александрович Лефевр: Vladimir Aleksandrovitj Lefevr), född 22 september 1936 i Leningrad, Sovjetunionen, död 9 april 2020 i USA, var en forskare i matematisk psykologi vid University of California i Irvine. Hans teorier påstås ha påverkat Ronald Reagans politik mot Sovjetunionen och bidragit till dess fall.
Lefebvre arbetade 1955–1957 med att utarbeta grafiska beräkningsmetoder för artilleriet, som 1958 publicerades i sovjetiska Artillerijournalen. År 1968 examinerades han från mekanisk-matematiska fakulteten vid Moskvauniversitetet, där hans examensarbete hade titeln Motstridiga strukturer (1967, Конфликтующие структуры) och utvecklar hans "reflexiva teori". 1971 försvarade han sin licentiatuppsats inom psykologi. Åren 1969–1974 ledde han en grupp forskare vid Centrala Ekonomisk-Matematiska Institutet (ЦЭМИ). 1974 utvandrade han till USA och var sedan dess knuten till University of California vid Irvine.
Lefebvres matematiska ansats inom socialpsykologin har kallats "reflexiv teori" - syftande på att den tar med i beräkningen individens självbild. Enligt matematikern Jonathan Farley vid Stanford University, var Lefebvres reflexiva teori en sovjetisk motsvarighet till den västerländska militära forskningens användning av spelteori. Det är ett system av ekvationer som förutsäger storskaliga följdverkningar av individuella handlingar, genom att i beräkningarna ta med individens självbild och hur denna uppfattar handlingarna. Därur kan man beräkna sannolikheten för att individen i fråga ska utföra en viss handling.
Sin matematiska modell publicerade han med titeln Algebra of Conscience (1982, rysk översättning 2003). I den beskriver han två etiska principer, där den första (västerländska) betraktar kompromisser mellan ont och gott som något ont medan den andra (sovjetiska) principen betraktar sådana kompromisser som något gott.